# Nystatin
Nystatin, được bán dưới tên thương mại là Mycostatin cùng với những tên khác, là một loại thuốc kháng nấm. Chúng được sử dụng để điều trị nhiễm nấm Candida trên da bao gồm phát ban tã, nhiễm nấm, bệnh nấm candida thực quản và nhiễm nấm âm đạo. Chúng cũng có thể được sử dụng để ngăn ngừa nấm candida ở những đối tượng có nguy cơ cao nhiễm. Nystatin có thể được sử dụng qua đường miệng, trong âm đạo, hoặc bôi trên da.
Các tác dụng phụ thường gặp khi bôi lên da bao gồm bỏng rát, ngứa và phát ban. Các tác dụng phụ thường gặp nếu dùng qua đường miệng thì có thể là nôn mửa và tiêu chảy. Sử dụng trong thời gian mang thai ở âm đạo là an toàn nhưng các công thức khác vẫn chưa được nghiên cứu trong nhóm này. Chúng hoạt động bằng cách phá vỡ màng tế bào của các tế bào nấm.
Nystatin được phát hiện vào năm 1950 bởi Rachel Fuller Brown và Elizabeth Lee Hazen. Nó nằm trong danh sách các thuốc thiết yếu của Tổ chức Y tế Thế giới, tức là nhóm các loại thuốc hiệu quả và an toàn nhất cần thiết trong một hệ thống y tế Chúng có sẵn dưới dạng thuốc gốc. Giá bán buôn cho dạng kem ở các nước đang phát triển là khoảng 0,70 USD cho mỗi ống 30 gram. Tại Hoa Kỳ một đợt điều trị có giá dưới 25 USD. Chúng được phân lập từ xạ khuẩn, Streptomyces noursei.